# Turbanella indica
Turbanella indica är en djurart som tillhör fylumet bukhårsdjur, och som beskrevs av Chandrasekara Rao 1981. Turbanella indica ingår i släktet Turbanella och familjen Turbanellidae.
Artens utbredningsområde är Indiska oceanen. Inga underarter finns listade i Catalogue of Life.